# Мулланурово
Муллану́рово (рос. Мулланурово, башк. Мулланур) — присілок у складі Бакалинського району Башкортостану, Росія. Входить до складу Староматинської сільської ради.
Населення — 121 особа (2010; 158 у 2002).
Національний склад:
- башкири — 50 %
- татари — 48 %